# Фридериси, Бонита
Бони́та Фриде́риси (англ. Bonita Friedericy; род. 10 октября 1961, Шарлотсвилл, Виргиния) — американская актриса, наиболее известная по роли генерала Дайан Бэкман, директора АНБ и ЦРУ в телесериале «Чак» на канале NBC.

## Карьера
В 2014 году Фридериси снимается в сериале Lifetime «Нереально». Она также появлялась в телесериалах «Малкольм в центре внимания», «Вероника Марс», «Звёздный путь: Энтерпрайз», «Кости», «Западное крыло», «C.S.I.: Место преступления», «Чак» и в фильме «Рождество с Крэнками».

## Личная жизнь
Фридериси замужем за актёром Джоном Биллингсли.. Она впервые им заинтересовалась, когда увидела в пьесе по роману «Большие надежды». В 2003 году Фридериси снялась вместе с мужем в эпизоде сериале «Звёздный путь: Энтерпрайз» под названием «Regeneration», где выступила в роли Руни. Пара ещё несколько раз появлялась вместе на экране.

## Избранная фильмография
| Год  |   | Русское название                 | Оригинальное название    | Роль         |
| ---- | - | -------------------------------- | ------------------------ | ------------ |
| 1999 | с | Баффи — истребительница вампиров | Buffy the Vampire Slayer | миссис Финкл |